# Phumosia meropia
Phumosia meropia är en tvåvingeart som först beskrevs av Seguy 1938.  Phumosia meropia ingår i släktet Phumosia och familjen spyflugor.
Artens utbredningsområde är Kenya. Inga underarter finns listade i Catalogue of Life.